# Jan Havermans
Jan Willem Havermans (Rotterdam, 26 januari 1892 – Amsterdam, 7 april 1964) was een Nederlandse beeldhouwer, graficus, schilder, en tekenaar.

## Leven en werk
Havermans, een leerling van Jan Harm Weijns, was onder andere actief in Rotterdam en Amsterdam. Hij was lid van de kunstenaarsvereniging de Brug en de Nederlandse Kring van Beeldhouwers (NKVB). Havermans, Paul Citroen en Charles Roelofsz stichtten in 1933 de Nieuwe Kunstschool, een vrije school en de eerste particuliere academie in Nederland. De vernieuwende school heeft bestaan van 1933 tot 1941. Onder anderen Paul Guermonprez (fotografie), Jan Havermans (beeldhouwkunst en tekenen), Hajo Rose (grafische vormgeving) en Paul Citroen (vrij tekenen en schilderen) gaven er les.
In 1924 verzorgde Havermans het omslagontwerp van het nummer van het blad Wendingen, 1924 1: Beeldhouwwerken van Hendrik van den Eijnde, John Rädecker, Theo Vos, Johan Polet, Hildo Krop en Joop van Lunteren.

## Werken (selectie)
- 1929 Minerva aan de Apollolaan in Amsterdam; in 1985 gestolen, in 2017 teruggevonden.[1]
- 1931 Reliëf Spelende jongens en meisjes, Vondelstraat/Brederostraat in Alkmaar
- 1935 Reliëf Lyceumbrug, Lyceumbrug in Alkmaar
- 1935 De Helmplanters, Zeeweg in Overveen
- 1938 De rustende tuinder, Jan van Galenplantsoen in Amsterdam
- 1939 Cornelis Lely, Leidsegracht 39 in Amsterdam
- 1941 De rustende atleet, Minervaplein in Amsterdam (plaatsing 1951)
- 1949 Oorlogsmonument, Oude Moolweg in Renesse
- 1950 Oorlogsgedenkteken Tuindorp Oostzaan, Meteorensingel, Amsterdam
- 1950 Verzetsmonument Halfweg, Haarlemmerstraatweg, Halfweg
- 1952 De rustende arbeider, Clarissenbolwerk, Alkmaar - begin 2003 spoorloos verdwenen.
- 1952 Verzetsmonument Apollolaan[2], Apollolaan in Amsterdam
- 1962 De bouwvakarbeider, Burgemeester de Vlugtlaan/Burgemeester Eliasstraat in Amsterdam

## Fotogalerij

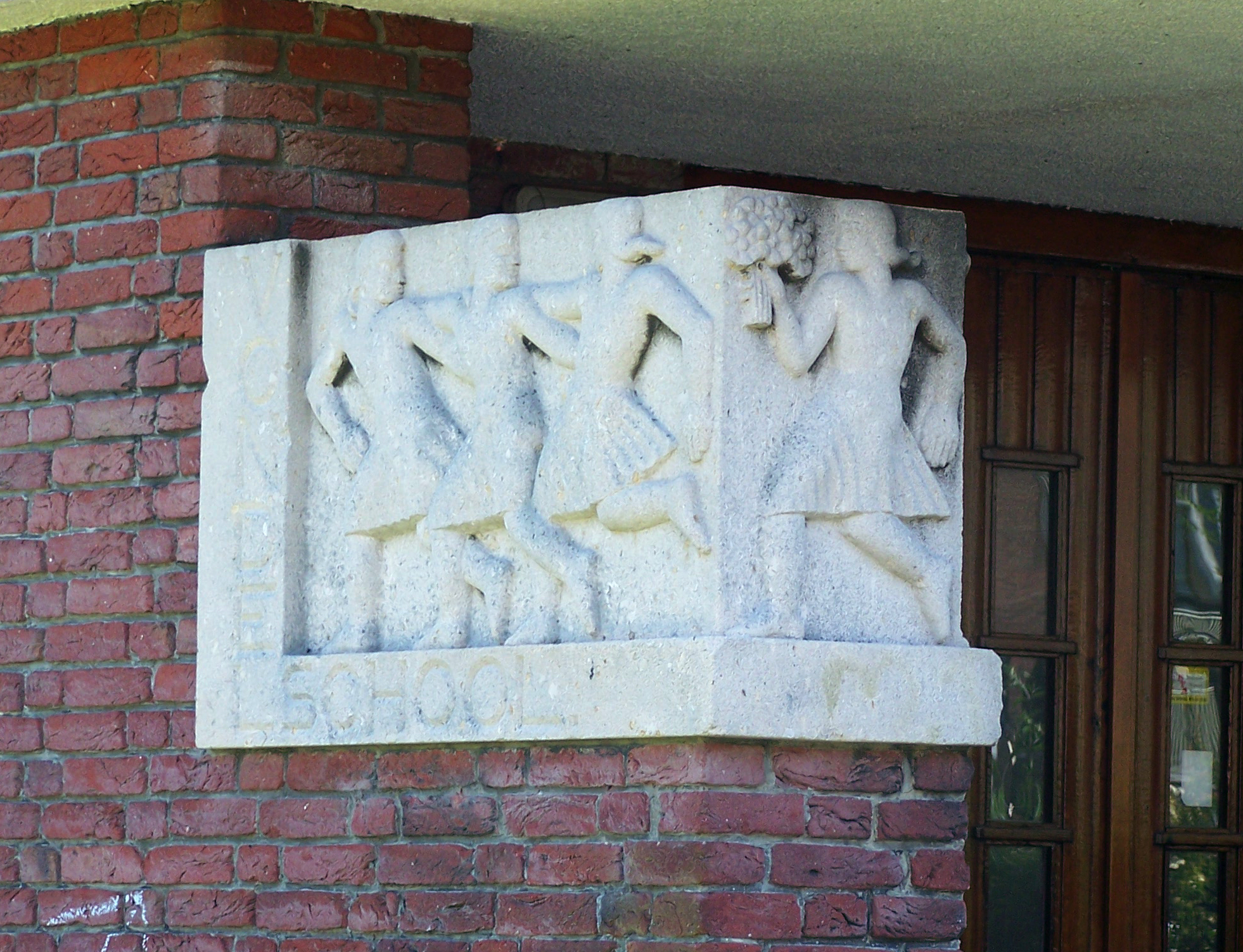
Spelende jongens en meisjes (1931), Alkmaar
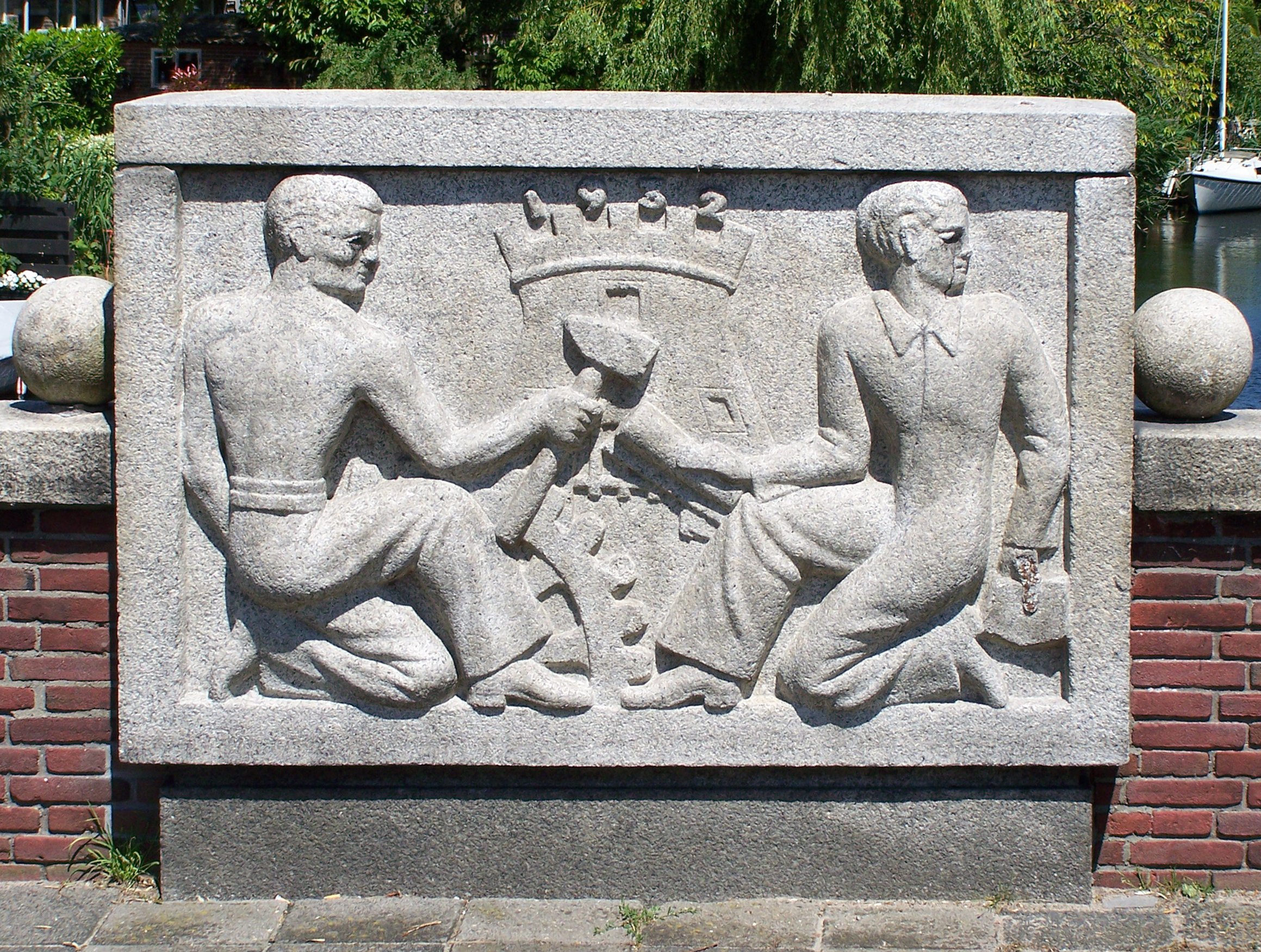
Reliëf Lyceumbrug (1935), Alkmaar
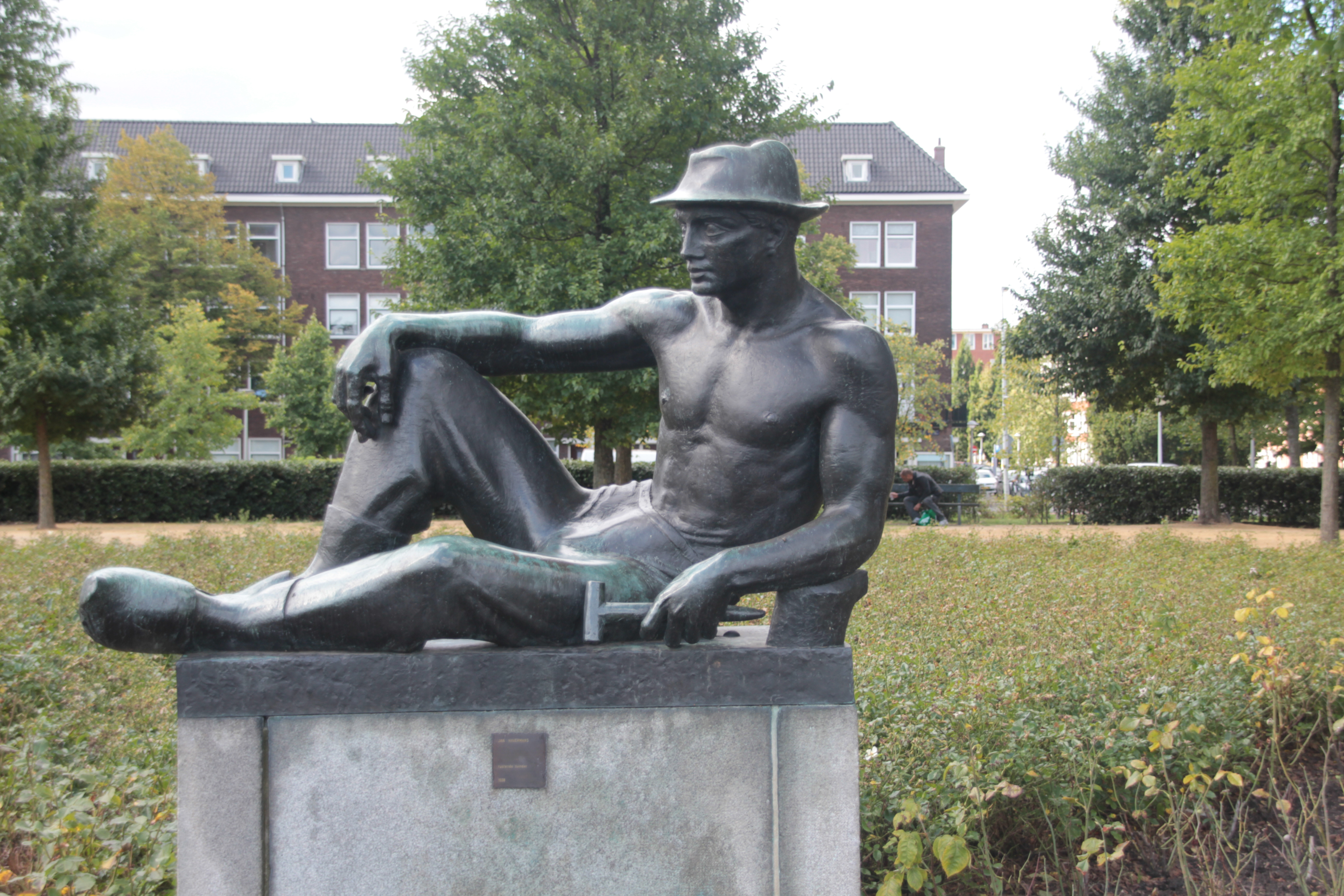
De rustende tuinder (1938), Jan van Galenplantsoen, Amsterdam-West
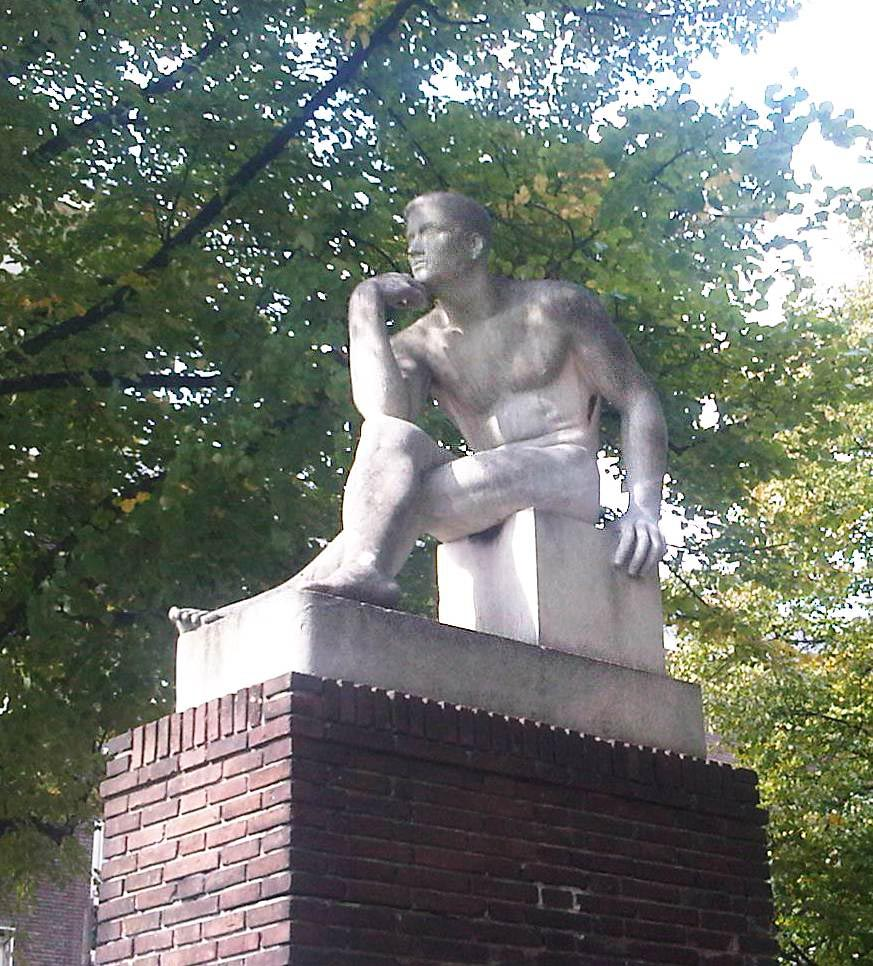
De rustende atleet, Minervalaan, Amsterdam (1941)
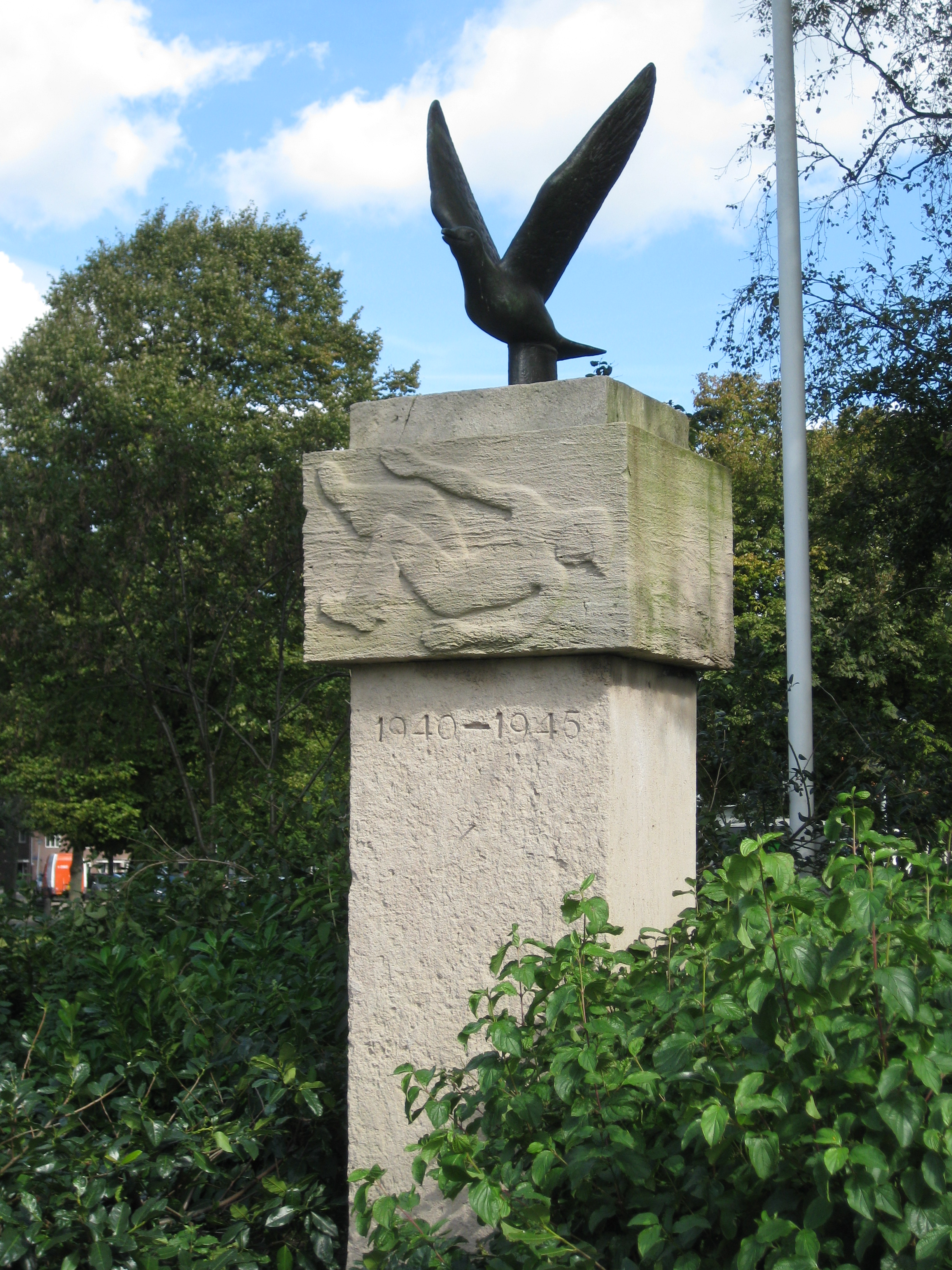
Oorlogsgedenkteken (1950), Tuindorp Oostzaan, Amsterdam
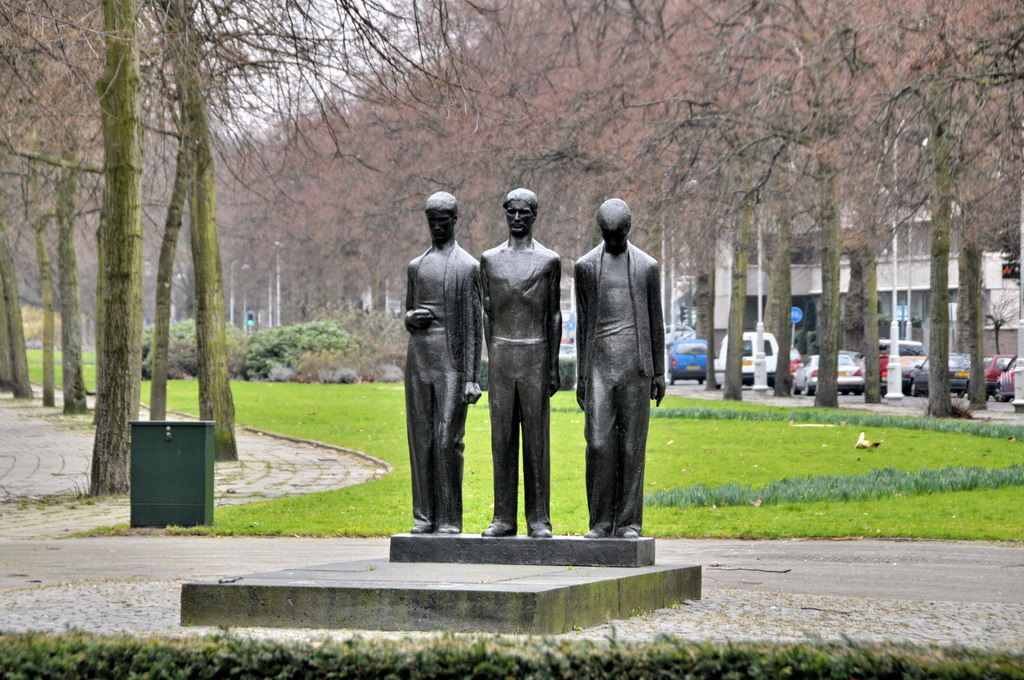
Monument gefusilleerde verzetsstrijders (1954), Apollolaan, Amsterdam
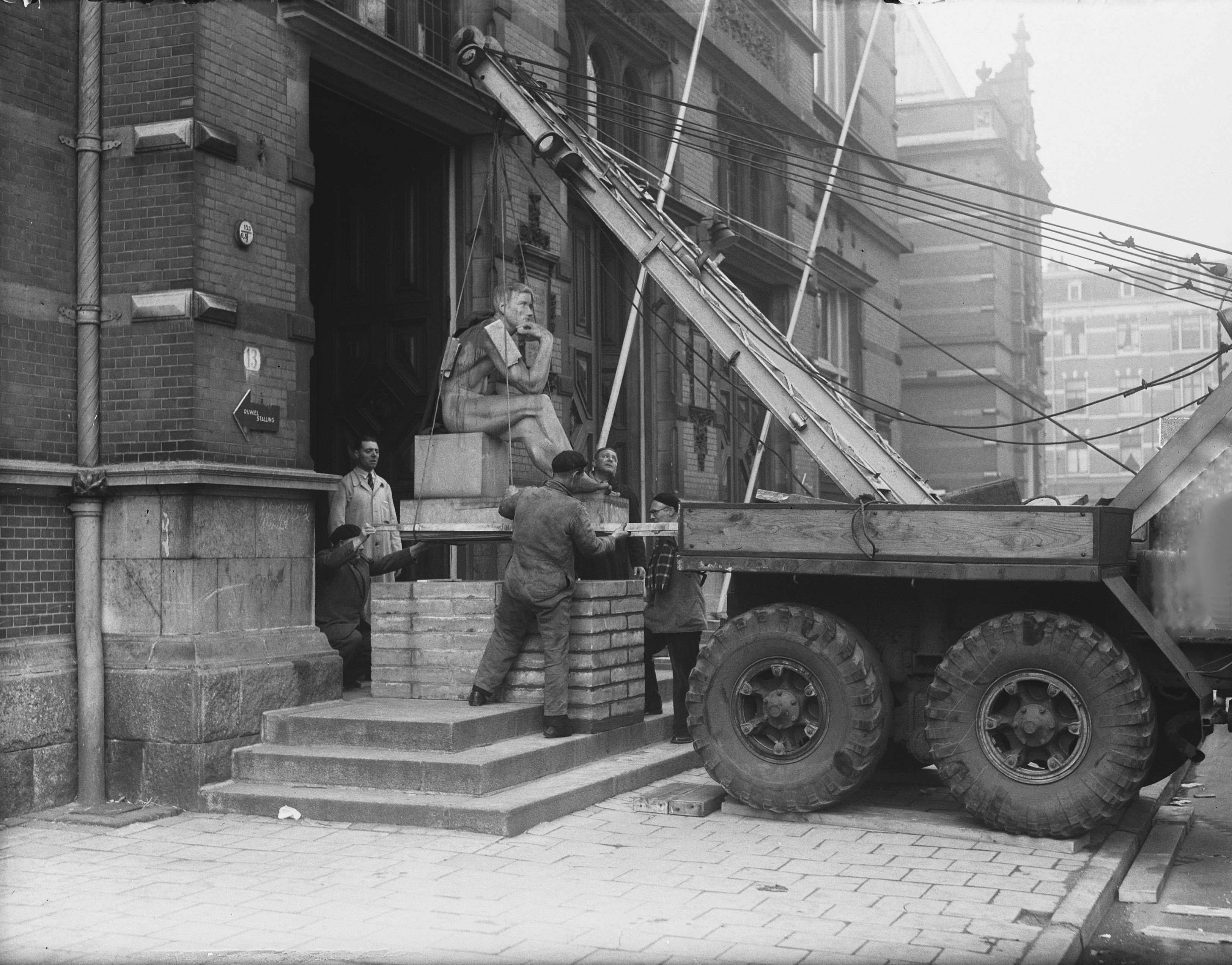
Tijdelijke plaatsing van "De rustende atleet" bij het Stedelijk Museum Amsterdam (1951)
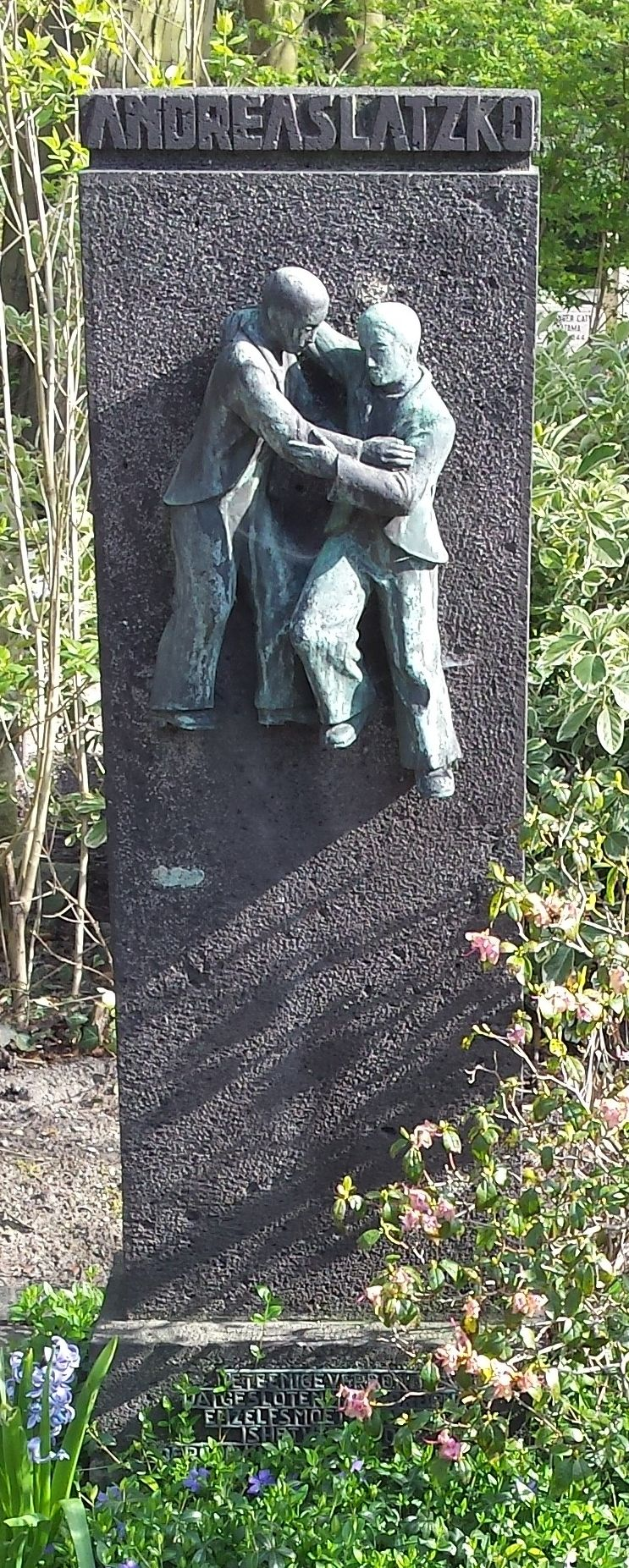
Grafmonument Andreas Latzko Zorgvlied 1948